# Глинище (Червенский район)
Глинище (бел. Глiнiшча), также Глинищи (бел. Глiнiшчы) — деревня в Червенском районе Минской области Беларуси. Входит в состав Валевачского сельсовета.

## Географическое положение
Находится примерно в 19 км к северо-западу от райцентра и в 52 км от Минска, в 30 километрах от железнодорожной станции Смолевичи, в 0,5 км от истока реки Крупица.

## История
Согласно переписи населения Российской империи 1897 года околица Гребёнской волости Игуменского уезда Минской губернии, где располагалось 7 дворов, проживало 56 человек. На начало XX века урочище, где насчитывалось 11 дворов и 90 жителей. На 1917 год отмечены деревня на 14 дворов, где жили 86 человек, и урочище в 3 двора, где было 25 жителей. 20 августа 1924 года деревня вошла в состав вновь образованного Гребёнского сельсовета Червенского района (с 20 февраля 1938 — Минской области. Согласно Переписи населения СССР 1926 года в деревне было 16 дворов, проживали 99 человек. В период Великой Отечественной войны деревня была оккупирована немцами с конца июня 1941 по начало июля 1944, 9 её жителей погибли на фронте. 16 июля 1954 года в связи с упразднением Гребёнского сельсовета вошла в Валевачский сельсовет. На 1960 год 48 жителей. В 1980-е входила в состав колхоза имени М. Фрунзе. По итогам переписи населения Беларуси 1997 года в деревне насчитывался 1 жилой дом и 1 постоянный житель.

## Современное состояние
На 2014 год на территории деревни остался один дом, который, однако, не заброшен полностью: в последнюю субботу июля здесь проходят встречи бывших жителей деревень Глинище и Проварное (иногда они проходят также в Проварном).

## Население
- 1897 — 7 дворов, 56 жителей
- начало XX века — 11 дворов, 90 жителей
- 1917 — 14 дворов, 86 жителей + 3 двора, 25 жителей
- 1926 — 16 дворов, 99 жителей
- 1960 — 48 жителей
- 1997 — 1 двор, 1 житель
- 2013 — постоянное население отсутствует